# 番禺区
番禺是中华人民共和国广东省广州市于2000年设立的副地级市辖区，位于广东省及广州市中南部，珠江口西北岸，处于珠三角腹地。番禺区土地肥沃、水陆交通便利，自古以来就是岭南地区的鱼米之乡。  旧时番禺（番禺縣）与同样经济富庶、文化互通的南海、顺德合称“南番顺”，是岭南文化的发源地之一, 區人民政府駐清河东路319号。
番禺於秦始皇三十三年（前214年）置縣，是嶺南文化的重要發源地和“海上絲綢之路”起點之一，嶺南建築、嶺南畫派、粵劇曲藝、廣東音樂等廣府文化和鰲魚舞、飄色、乞巧、醒獅等民間藝術源遠流長。番禺還是著名的美食之都，歷來有“食在廣州、味在番禺”的美譽。

## 地理
番禺全区位于北回归线以南，北纬二十三度（23°N）横贯区境。
番禺以东面临狮子洋水道西面与佛山市南海区、顺德区毗邻，南与南沙区一衣带水；北部为海拔50米以下低丘，与广州市荔湾区芳村、海珠区、黄埔区南部一江之隔。
地势主要为丘陵与平原交错之肥沃土地，由西部向东部以及南部倾斜，陆地最高点为西部大夫山之顶峰大乌岗，海拔约226公尺。主要河流有珠江、西江及北江支流等，区内河网星罗棋布。冬季时有咸潮溯流侵袭本区。
番禺属南亚热带海洋性季风气候，年均降水量1646.9毫米，年均温22.2℃，“无气象意义上之冬季”，年平均日照时数1807.6小时。热量充足，降水丰沛，因能达到“水热同期”亦有利于农作物生长。

## 行政區劃
番禺区现时下辖11街道和5镇：
- 街道办事处：市桥街道、桥南街道、东环街道、沙头街道、洛浦街道、大石街道、小谷围街道、钟村街道、石壁街道、大龙街道、沙湾街道
- 镇：南村镇、石碁镇、石楼镇、新造镇、化龙镇[7]

## 人口
2021年，番禺區常住人口281.83萬人，户籍人口112.82萬人。

## 经济

### 基建
響應廣州市人民政府之“南拓”計劃以及“廣州時尚創意都會區”方針。番禺區在建有大量巨資投入之基建。

### 主要产业

#### 旅游业
番禺区旅游业繁荣兴旺，旅游资源丰富，长隆旅游度假区成为全国首批国家级5A景区。石楼镇莲花山及海鸥岛常年吸引珠三角各地民众前来祈福观光及假日农家乐之“好去处”;全区共有3个全国重点文物保护单位、4个省级、10个市级文物保护单位。

#### 工业
同时番禺区工业也相当发达，为广州“南拓”重要发展区。主要产业有珠宝设计加工业、光电制造业、汽车制造业、动漫后期编辑业、机电制造业、日化工业等。

#### 产业效益

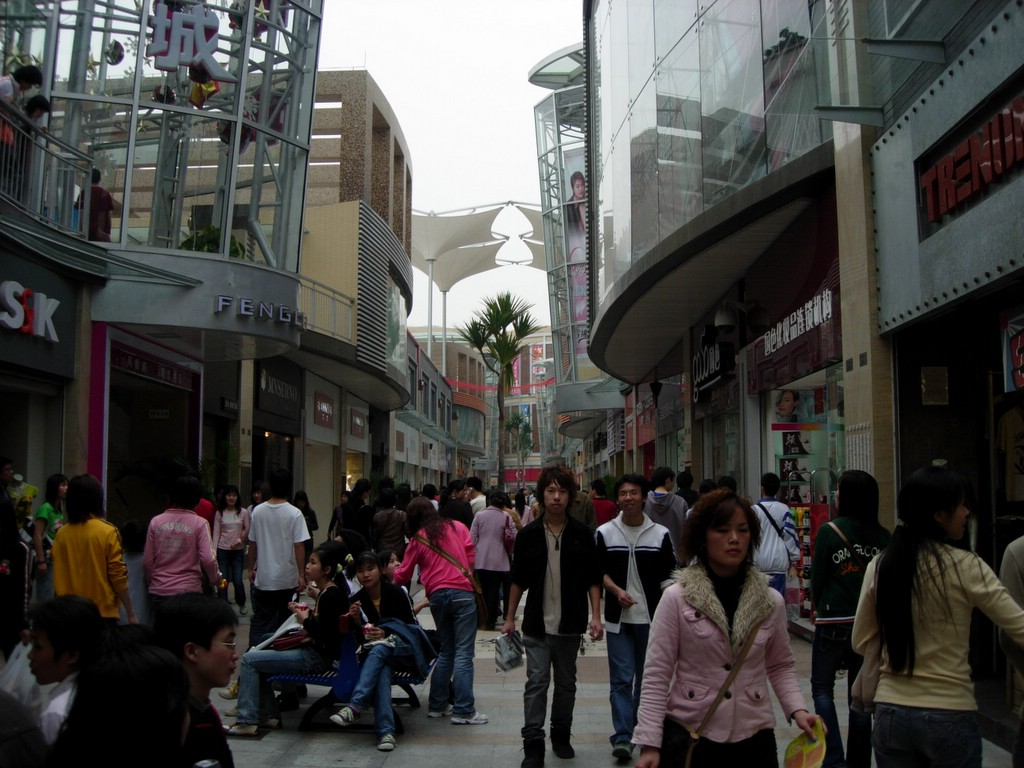
位于市桥街道的易发步行街。

番禺区2017年国内生产总值达1972.24亿元人民币，社会消费品零售总额1229.35亿元人民币，分别位列广州十区二市第四及第三。

#### 农业
番禺农业经近年来持续的城市化发展，大片土地被政府或财团收购，规模早已大不如前。现大多数集约农地位于东部石碁镇、石楼镇，而石楼镇之海鸥岛是以临海渔业和基耕鱼塘为特色。

### 知名企业
番禺区内的知名企业有广州番禺电缆集团、广东长隆集团、广州立白企业集团、广汽乘用车有限公司、广州珠江钢管有限公司、箭牌糖果(中国)、广东日立电梯、广州香江集团、三雄极光照明、自由鸟服装等。

### 商业区
- 市桥商圈：番禺区传统的商业中心区，位于市桥旧城区，坐落有大北路步行街、易发步行街、新大新百货、繁华盛世等商业地标。
- 洛溪-大石（番禺新城）商圈：位于番禺区北部，与海珠区一桥之隔，随着房地产业兴旺而发展起来的商圈，有吉祥道步行街、新地购物广场、大石城、富丽城、建华汇等商业中心。
- 万博商圈：位于华南板块番禺大道北与汉溪大道交界处，现有天河城、海印又一城、万博中心、番禺万达广场，在建有长隆生态旅游城、保利大都汇、奥园国际中心等大型商业综合体，是番禺区未来的商业中心。
- 南站商圈：建设中的商业区，以广州南站为依托，以商务商贸为主导功能的现代服务业集聚区，届时将建有继花城汇後广州最大规模的地下空间商业区。

### 房地产业

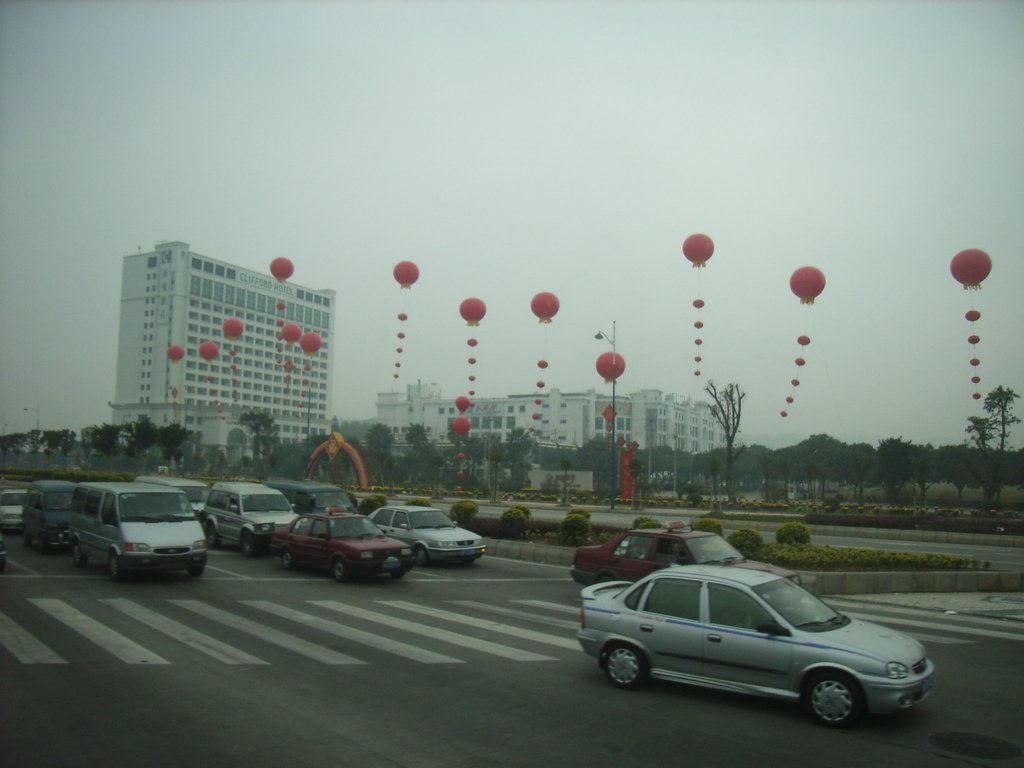
祈福新邨附設的酒店

番禺区由于离广州中心区域较近，交通方便，有多条地铁及快速路接驳，环境较安静，空气质素及绿化环境较好，故房地产业十分发达，建有多个超千亩的大型社区，包括星河湾、丽江花园、洛溪新城、锦绣香江、祈福新邨、华南碧桂园、广州亚运城、广州雅居乐花园、南国奥林匹克花园、富豪山庄等，是不少广州人及香港人退休及渡假的乐园。 1997年以前屋苑的业主多是北上之港人，但现在屋苑的业主多为在广州市市区上班的白领。

## 教育

### 本科
中山大学、华南理工大学、华南师范大学、广州中医药大学、广东外语外贸大学、广东工业大学、广州大学、广东药学院、广州美术学院、星海音乐学院在番禺小谷围（广州大学城）均设置有校区。而大学城二期建设中，暨南大学、广州医科大学等五所高校也将落户番禺。

### 专科
广州番禺职业技术学院（番禺理工学院）、番禺广播电视大学、广东女子职业技术学院、广东文艺职业学院、 广州科技贸易职业学院等。

### 中学
广东第二师范学院番禺附属中学、广东仲元中学、广东番禺中学、番禺实验中学、禺山高级中学、象贤中学、石北中学、洛溪新城中学、星海中学、番禺执信中学、华师附中番禺学校、祈福英语实验学校、东风中学、桥城中学、侨联中学、桥兴中学、沙头中学、石碁中学、石碁第二中学、石碁第三中学、石碁第四中学、钟村中学、大石中学、象圣中学、象达中学、象骏中学、石楼中学、石楼第二中学、莲花山中学、海鸥学校（中学部）、南村中学、化龙中学、奥园实验学校（中学部）等。

### 职业学校
比较知名的有新造职业技术学校、番禺职业技术学校。

## 历史
- 1921年2月1日（民国十年），广州市政厅成立，广州正式设市。廣東省城內番禺县府保留運作。
- 1933年（民国二十二年），番禺县府从廣東省城內外遷至禺南新造。
- 抗日战争期间番禺沦陷后，原县政府輾轉遷移去廣東三水、沙坪、威井等地，而汪精卫政府另立的番禺县府驻於广州市东山区。
- 1945年光復后，番禺县政府移治禺南市桥，初在先锋巷谢氏祠堂。
- 1949年10月中共部隊進駐番禺，地方改由广东省珠江三角洲地方军事管制委员会管治。
- 1950年3月至1952年11月，隶属珠江地区专员公署。
- 1952年12月至1956年1月，隶属粤中行政公署。
- 1956年2月起，隶属佛山专员公署。
- 1958年12月15日至1959年6月10日，番禺、顺德合并为番顺县，县治设原順德縣的縣治大良镇，其间一度改隶广州专员公署。
  - 番禺縣地域經歷多番調劃，到1958年為止，剩原禺南地區（前沙灣司及茭塘司大部），時年轄內人口25萬，耕地65萬畝。
- 1959年6月10日恢复两县建置，并将中山县属的大岗、万顷沙、南沙、黄阁等地划属番禺（萬頃沙、南沙在民國到共和國初是歸屬東莞），县府沿设市桥，確定番禺現行地域格局。
- 1975年1月，改隶广州市。
- 1992年5月20日，民政部批复（民行批[1992]49号）：经国务院批准，撤销番禺县，设立番禺市（县级），仍由广州市管辖。 同年6月18日，番禺举行撤县设市挂牌仪式。
- 2000年5月21日，国务院同意广东省撤销番禺市设立广州市番禺区，同年7月10日，番禺区举行撤市设区挂牌仪式。
- 2002年3月28日，市桥街道一分为四，设立市桥、沙头、东环、桥南4个街道[9]；将新垦镇并入万顷沙镇，将潭洲镇并入大岗镇，将莲花镇并入石楼镇；新造镇小谷围岛划归新成立的小谷围街道管辖[10]。
- 2005年4月28日，原属番禺区的广州南沙经济技术开发区获国务院批准新设立南沙区，同年五月附同鄰近的黄阁镇、万顷沙镇、横沥镇、灵山镇部分地区正式改为南沙区。
- 2006年1月25日，撤銷靈山鎮、鱼窝头镇，其行政區域分別併入欖核鎮、大崗鎮和東涌鎮；大石街道洛溪岛和南浦岛划归新成立的洛浦街道管辖[11][12]。
- 2012年12月1日，原属番禺区的东涌镇、大岗镇、榄核镇正式划归南沙区管辖[13]。

## 交通

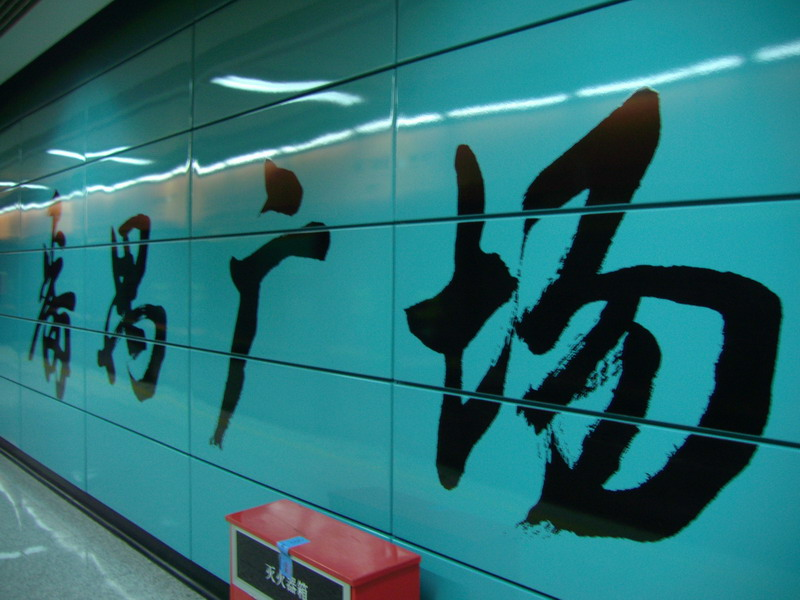
广州地铁3号线番禺广场站

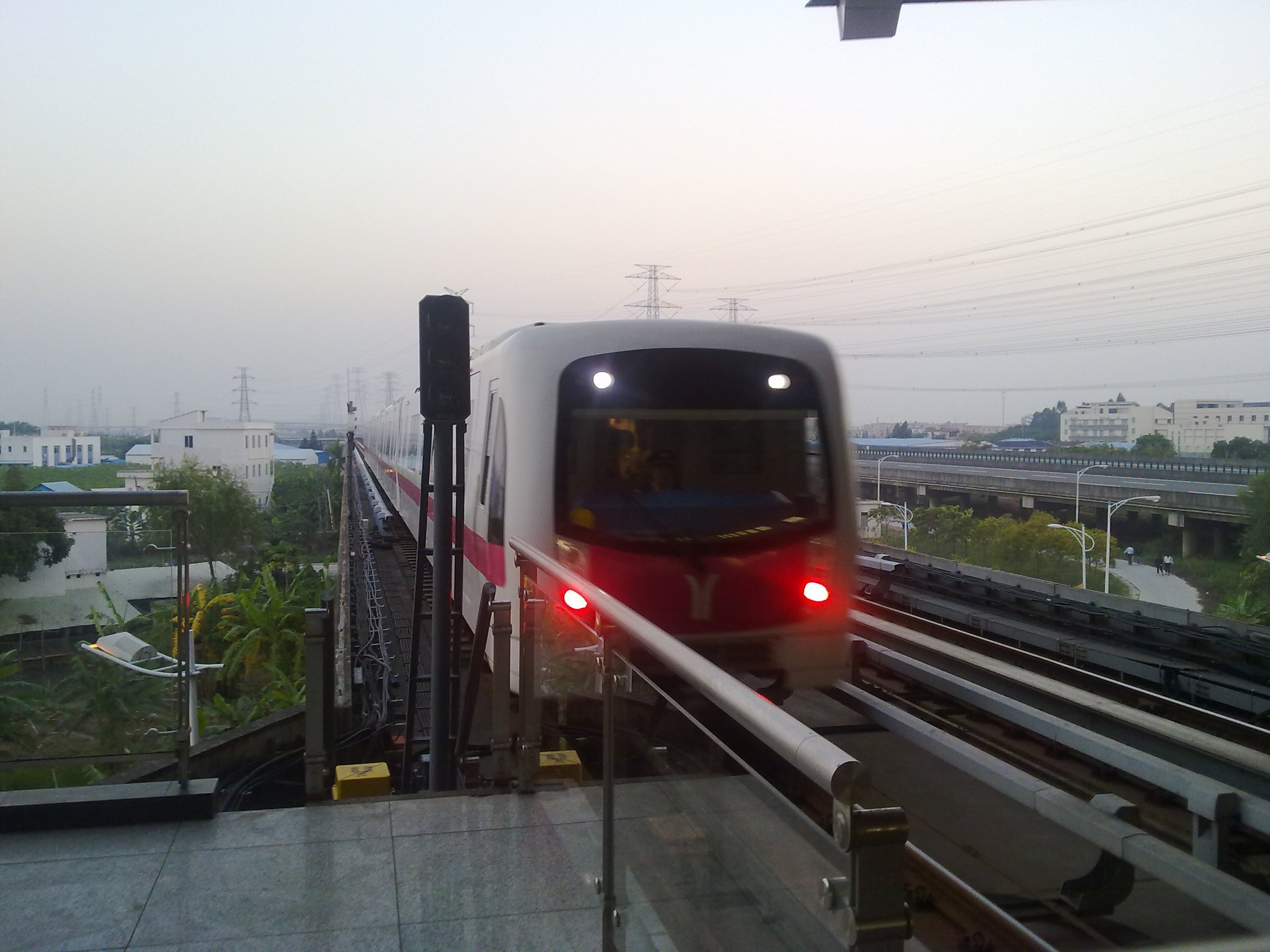
驶出石碁站之四号线列车

### 大型交通枢纽
广州南站、广州南站汽车客运站、番禺汽车客运站（已于2019年8月1日关停）、市桥汽车站（已于2021年6月1日关停）。

### 地铁
- █2号线：洛溪站、南浦站、会江站、石壁站、广州南站
- █3号线：厦滘站、大石站、汉溪长隆站、市桥站、番禺广场站、傍江站、石南站、海涌路站、海傍站
- █4号线：大学城北站、大学城南站、新造站、石站、海傍站、低涌站
- █7号线：大洲站、广州南站、石壁站、谢村站、钟村站、汉溪长隆站、南村万博站、员岗站、板桥站、大学城南站
- █12号线：大学城北站、大学城南站
- █18号线：番禺广场站、南村万博站、沙溪站
- █22号线：番禺广场站、市广路站、广州南站、陈头岗站
- █佛山地铁2号线：广州南站

#### 在建线路及车站
- █4号线：官桥站
- █22号线：南浦西站

同时，亦有规划8号线东延段、17号线经过番禺区內。

### 城际铁路
- 广佛环线（未开通）：科学中心站、大石站、番禺站
- 广惠城际：番禺站、广州长隆站、东环站、官桥北站、广州莲花山站
- 广肇城际：番禺站

### 高速铁路

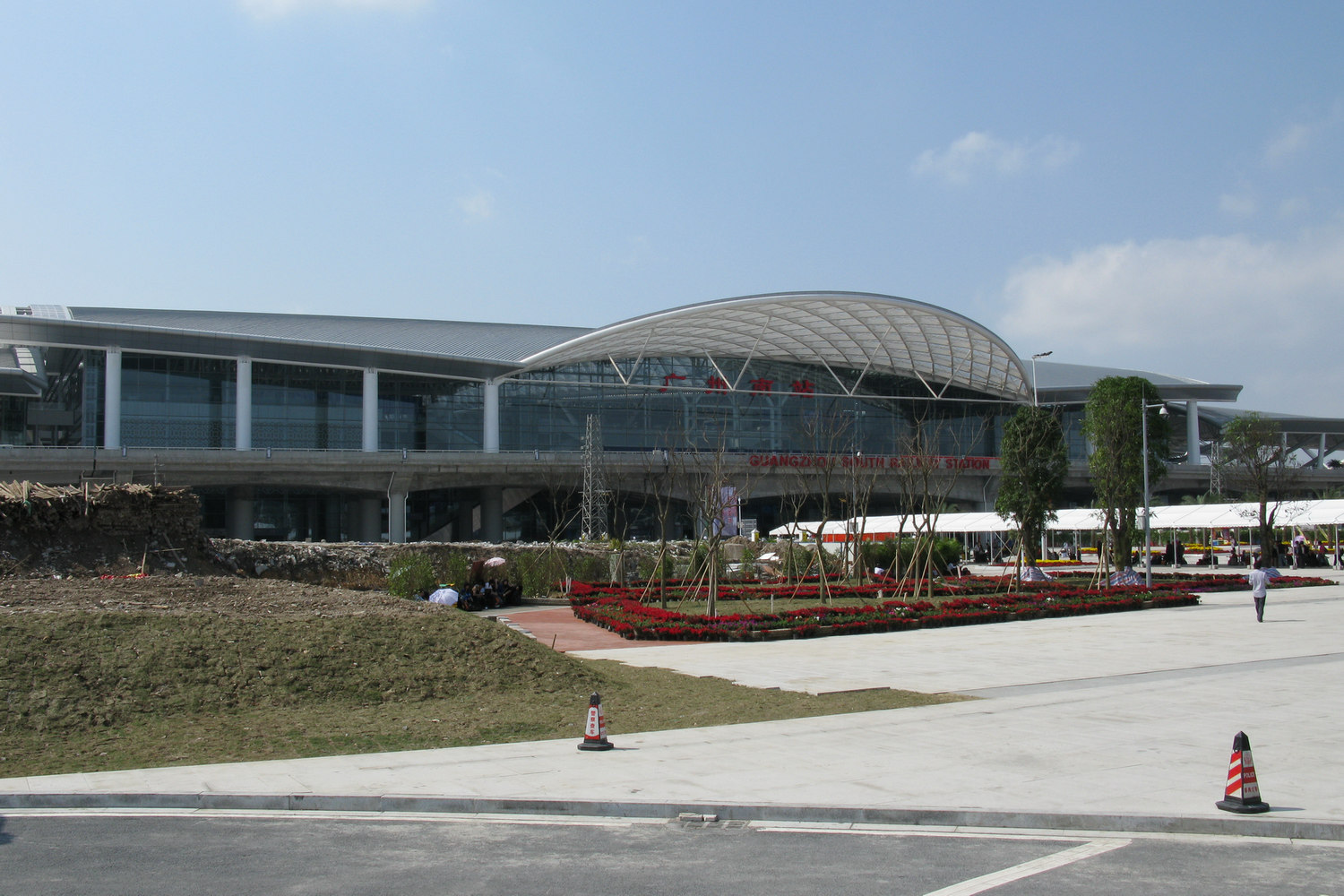
华南地区客流量最大的高铁枢纽—广州南站，位于番禺区石壁街道

- 广州南站：接驳京广高铁、广深港高铁、广珠城际轨道交通、南广铁路、贵广铁路

### 主干道
番禺大道、 105国道、 325国道、南大干线、 华南快速、新光快速、 京港澳高速、 东新高速、 南沙港快速等。区内城市主干道包括: 金山大道（纬线，部分与  广明高速公路并线）兴南大道、兴业大道、亚运大道、市莲路、市新路等。

### 主要桥梁
洛溪大桥、沙湾大桥、沙溪大桥、南浦大桥、南浦三桥、番禺大桥、新光大桥、黄埔大桥、北斗大桥、海鸥大桥、三善大桥以及南沙大桥等桥。

### 水路交通
在东部石楼镇设有莲花山港跨境码头，每日有多班船班往返香港尖沙咀中港码头，船程约为1小时50分。中国海关广东番禺分局、莲花山边防派出所在此设莲花山港口岸及边防检查站。
在番禺的密集河网中，也有于河两岸摆渡的定期渡轮，包括新造(圩)—大学城渡口，南沙榄核镇—番禺沙湾镇的北斗渡口等。但随著过江交通方式的不断完善且渐趋现代化以及各种优势正领先于日常交通运输，渡轮这种交通方式在番禺正日渐式微。

## 旅游景点

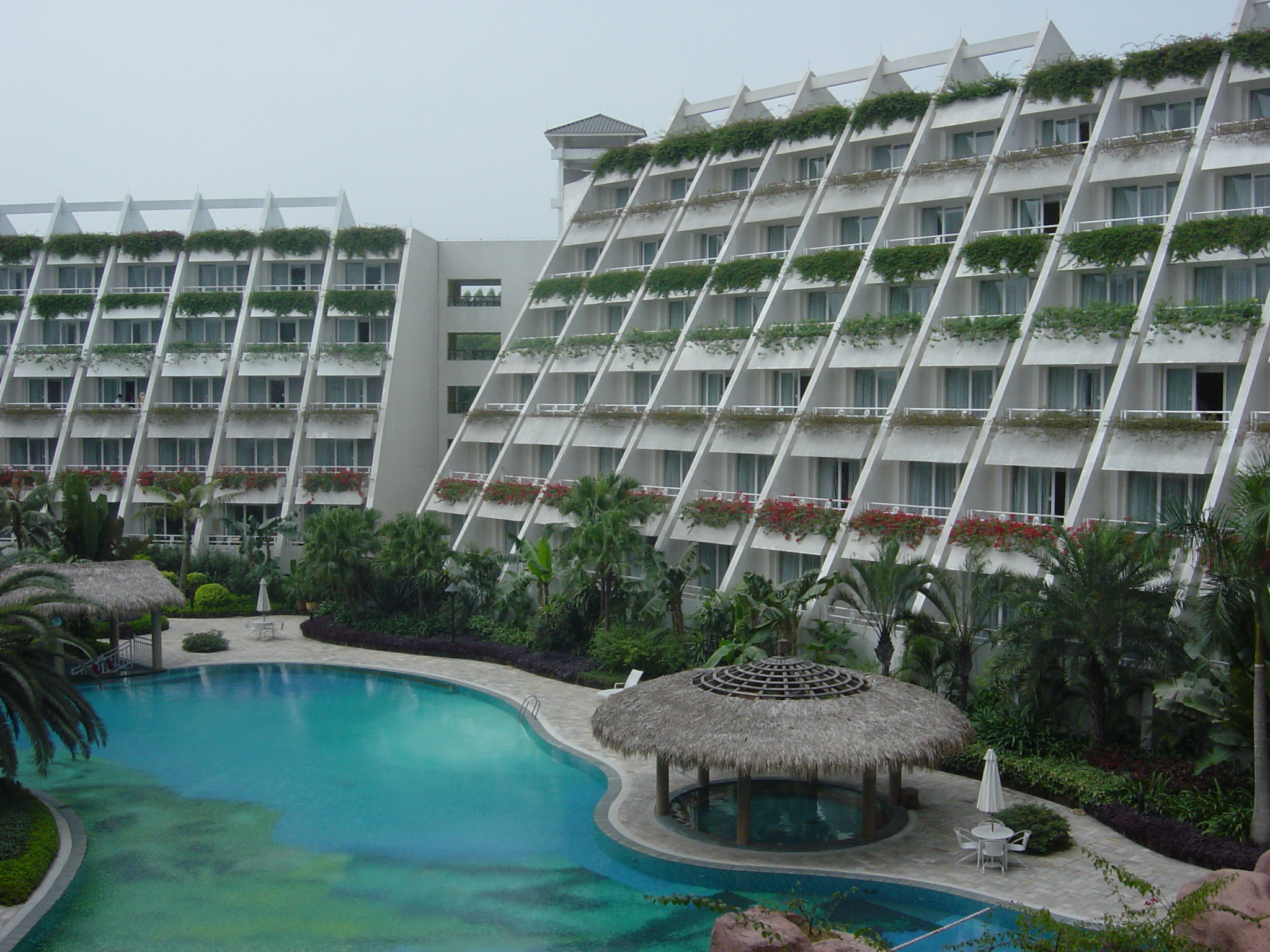
国家级5A景区—长隆旅游度假区

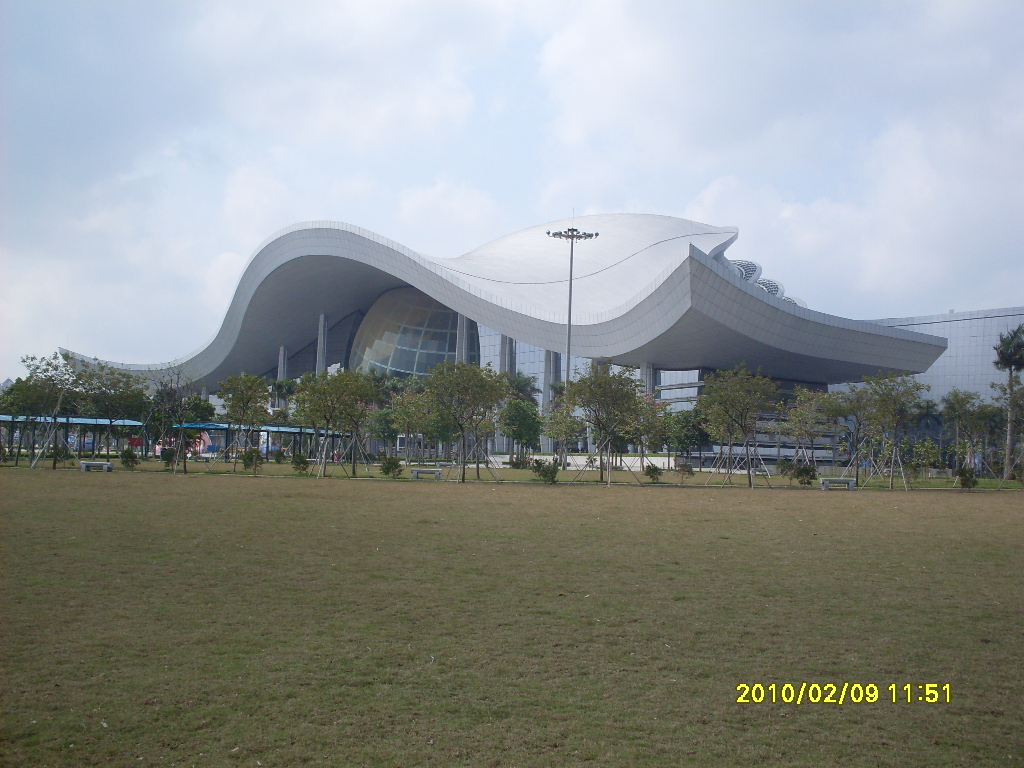
廣東科學中心

### 全国重点文物保护单位
- 余荫山房
- 莲花山古采石场
- 南漢二陵

### AAAAA景区
- 长隆旅游度假区

### AAAA景区
- 莲花山旅游区
- 宝墨园
- 岭南印象园
- 沙湾古镇

### 其他景区
- 留耕堂
- 大夫山森林公园
- 滴水岩森林公园
- 广东科学中心
- 南粤苑
- 番禺區博物館： 原址是東漢墓葬群（現在是該博物館的重點保護文物）。

## 著名人物

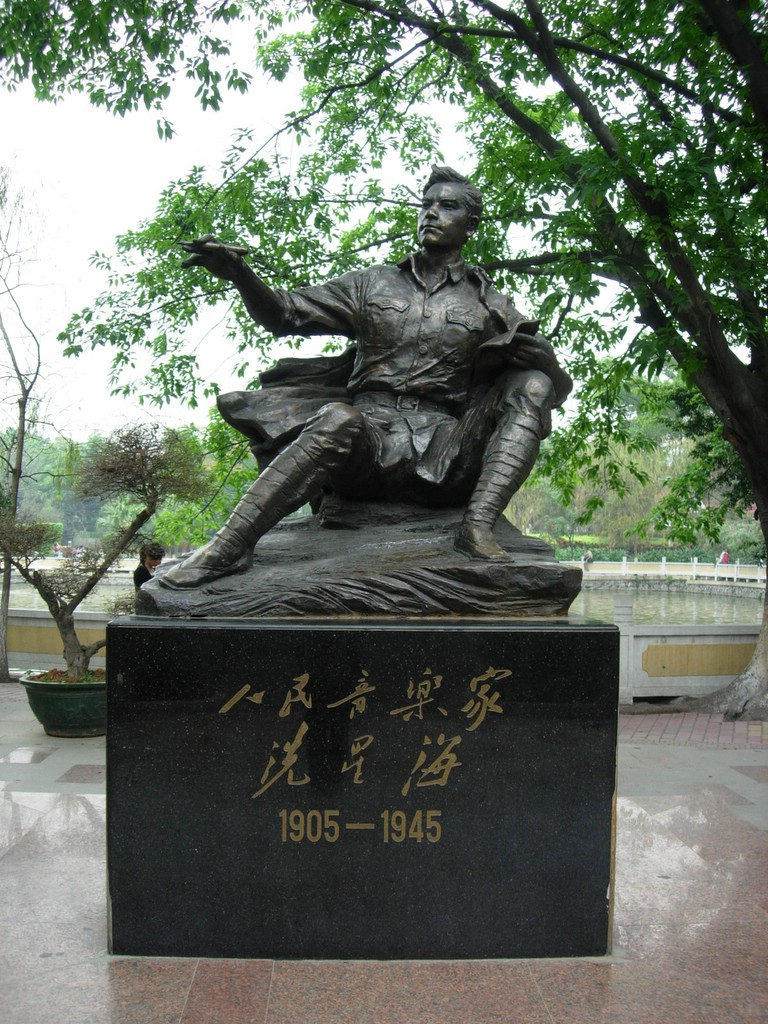
番禺星海公园冼星海雕像

### 革命烈士
史堅如

### 文化学术界
屈大均、陈澧、陈树人、冼星海、吴大猷、凌鸿勋、黃小配、梁鼎芬

### 政商界
蘇志剛、何善衡、何賢

### 演艺界
石堅

### 藝文界
靳埭強

## 社会民生

### 主要事件

#### 撤市设区
20世紀中期，將番禺（禺南地區）改劃为广州市辖区的构想当年在番禺民间、政府、公务员系统和国企都有极大反对声音，民间反对声音主要为不想番禺失去经济发展的自主性，亦担心番禺施行已在广州实施但不适合番禺的政策（如停止核发摩托车牌号），而公务员反对声音主要为担心工资下调，因当时番禺公务员工资平均水平远在广州市区公务员之上。当时番禺政府曾组织专家学者从文化、历史、经济等各方面论证撤市设区不适合番禺，番禺人大代表于1999年广州市人大会议联名向大会提交《关于撤市改区后对番禺产生严重影响应慎重考虑的议案》。其时广州市政府承诺以后将广州地铁三号线通往番禺，撤市设区后给予番禺政府三年行政独立过渡，撤市设区后将重点发展番禺等等作为谈判条件。自1997年广州市提出设区设想，双方拉锯数年。直到2000年5月21日国务院下发《关于同意广东省撤销番禺市和花都市设立广州市番禺区和花都区的批覆》，番禺最终撤市设区，改劃为广州市辖区。时任广州市市长林树森称，“这一步是我在广州工作期间城建方面最难的一步”。

#### 土地利用
在1998年影响盛极一时的“梁柏楠”案中，番禺得知即将撤市设区时，担心自己一级财政管理权将收归广州市，因此以107元/平方米的均价、协议出让的形式，向开发商贱卖了大量土地，使得华南板块意外“诞生”。这一举动导致番禺后来出现了严重的公建配套短缺和城市功能的混乱。有传言称，广州市接管番禺后的第一件事，就是封存番禺区国土部门的公章。
有鉴于此，番禺撤市设区后，广州市政府对番禺区收紧土地供应，而番禺工业多为密集式私营办厂的生产或加工，工业土地需求大，故政策制约了番禺的工业发展；广州市政府的政策禁止农村农民新增自建房，番禺很多有新增家庭人口的农民家庭的居住需求得不到满足；自合番禺设区之后，大量市区人口到番禺置业，使番禺成为广州的住宅区。另外很大部分在广州工作、生活或渡假的香港人也在番禺区置业，如祈福新邨与碧桂园等楼盘有八成住户是香港人。

#### 番禺“反烧”
指发生在2009年下半年番禺区居民自发抵制政府兴建垃圾焚烧发电厂的公共事件。2002年，广州市番禺区人大通过了番禺区生活垃圾处理系统规划，该规划确定了未来生活垃圾设施的选址地点；2006年8月，广州市规划局批准了番禺区生活垃圾综合处理厂的选址地点。到2009年9月，番禺市政林园局表示，生活垃圾发电厂的征地工作基本完成，地点规划在番禺区大石街会江村区域；10月，番禺垃圾焚烧发电厂有关情况新闻通报会召开，提出番禺垃圾焚烧厂环评启动，公众可参与；建设垃圾焚烧厂项目引发周边居民的广泛担忧，11月23日，番禺区三百余居民自发就垃圾焚烧厂选址问题向政府上访，期间，广州当地媒体亦就此议题发动广泛的舆论问政，事件遂发酵成一起全国性公共议题，引来广东省以外的媒体参与讨论，不少网友亦在社交媒体上对选址程序发起质疑，最终，社会舆论压力迫使番禺区政府将建厂项目延后实施，表示将重新进行垃圾焚烧厂选址。番禺“反烧”事件一般被视为大陆公民社会发育进程中的一大标志性事件，与“厦门反PX项目运动”并称。

#### 公共交通
番禺区有番字號的地區內巴士網絡，並不鏈接广州城区巴士線網，广州城区有少量巴士線则进出番禺。番禺公共汽车有限公司发行的番禺莲花卡，只能用于番禺公交。早年羊城通不能用于乘坐番禺巴士，及後於2006年11月已可使用。由於使用番禺莲花卡乘搭番禺巴士价格为人民币1.50元，使用羊城通为2元，所以番禺莲花卡在番禺被广泛使用。直至2013年1月1日，番禺区内的巴士路線才开始正式执行与广州市中心区统一的公交票价优惠政策，即普通市民持同一张羊城通卡在一个自然月内乘搭巴士或地铁累计达到15次后，从第16次开始每次享受6折优惠。番禺出租车也是独立，且不得进入广州市区载客。番禺区的车辆不能购买广州的公路隧道年票，因此过洛溪大桥前往广州市区需缴交人民币10元作为次票。從2018年開始，因為番禺莲花卡跟不上全國一卡通的標準，開始逐步暫停使用，從2018年1月1日開始，暫停番禺卡充值服務。從4月1日開始，停止番禺卡刷卡服務，並且逐步進行羊城通設備更新。

### 外来人口
受广州市开放且限制甚少的人口政策影响，番禺区截至2014年底为止，累计有150多万名外来人员(流动人口)居住在本区。主要来自于广东邻近之省份如湖南、广西、四川及江西等地，绝大部份为农民工及其随迁人员落地番禺工作、学习。流动人口已占番禺总人口的约53％，比例逐渐赶超本地人口。

### 财政
番禺区之财政资金基本独立于广州市财政。

### 医疗
截至2013年，番禺共有“三甲”医院2间，“二甲”医院5间，“一甲”等级（社区农村）医院138间。何贤纪念医院、番禺区中心医院、番禺区中医院等区内优秀医疗资源几乎全部集中在市桥城区。城镇居民医疗保障制度以及新型农村合作医疗制度在全区均可通用。

### 广播及电视
番禺区有自己的合营电台和电视台（番禺广播电视中心，番禺区文广新局直接管辖）。番禺有线电视在其转播的高收视率境外电视台的广告时段及广东公共频道插播自行招揽的广告和自行制作的番禺新闻，不過已於2020年1月1日起停止。番禺台与广州市区的有线电视传媒没有互通。

## 美食特產

### 美食
- 芝士焗新造番薯
- 番禺九层糕
- 番禺猪杂粥
- 沙湾原奶挞
- 番禺咸水角
- 沙灣紫坭魚皮角
- 香煎番禺米粉
- 沙湾姜埋奶
- 大石脆皮馬蹄糕
- 市桥白卖[29]

### 特產
- 波波无花果
- 稼源水培叶菜
- 金洋笋壳鱼
- 洛浦慈菇
- 绿航绿萝
- 海鸥岛麻虾
- 沙湾墨兰
- 悦佳胭脂红番石榴
- 沙湾盆景
- 德记珍珠番石榴[30]